# Regierungsbezirk Leipzig
Der Regierungsbezirk Leipzig war einer von insgesamt drei Regierungsbezirken innerhalb des Freistaates Sachsen. Er lag im Nordwesten des Bundeslandes und wurde auf Beschluss der Sächsischen Staatsregierung vom 27. November 1990 zum 1. Januar 1991 errichtet.
Mit ca. 1 Mio. Einwohnern war er der kleinste der drei Regierungsbezirke im Freistaat Sachsen.
Bereits seit Mitte des 19. Jahrhunderts gab es im Königreich Sachsen staatliche Mittelbehörden, die seinerzeit „Kreishauptmannschaften“ genannt wurden und im Laufe der Geschichte mehrmals ihre Grenzen veränderten. In der NS-Zeit wurden die sächsischen Kreishauptmannschaften nach preußischem Vorbild in Regierungsbezirke umbenannt; 1943 wurde diese Verwaltungsstruktur aufgelöst. Nach dem Zweiten Weltkrieg sollten zunächst wieder Regierungsbezirke errichtet werden, doch wurde diese Absicht 1947 aufgegeben.
Nach Auflösung der Länder in der DDR im Jahre 1952 wurden staatliche Bezirke eingerichtet. Räumlich deckte sich der Regierungsbezirk Leipzig mit dem ehemaligen DDR-Bezirk Leipzig mit Ausnahme der Altkreise Altenburg und Schmölln, die heute zu Thüringen gehören.
Erst mit der Wiedererrichtung des Landes Sachsen 1990 wurde auch die Grundlage für die Neubildung von Regierungsbezirken geschaffen. Das Regierungspräsidium wurde im Zuge der Kreisreform Sachsen 2008 zur Landesdirektion des Direktionsbezirks Leipzig umgewandelt. Der neue Bezirk ist um den ehemaligen Landkreis Döbeln kleiner, der dem neuen Landkreis Mittelsachsen und somit dem Direktionsbezirk Chemnitz zugehört.
| Landkreise                                                                   | kreisfreie Stadt |
| ---------------------------------------------------------------------------- | ---------------- |
| 1. Delitzsch 2. Döbeln 3. Leipziger Land 4. Muldentalkreis 5. Torgau-Oschatz | 1. Leipzig       |

## Regierungspräsident
- 1991–2008: Walter Christian Steinbach, danach bis 2010 Präsident der Landesdirektion